# Волкотруб, Василий Порфирьевич
Василий Порфирьевич Волкотруб (28 февраля 1919, Проскуров, Подольская губерния — 1986, Ленинград) — герой тарана на Чудском озере (ВОВ), кавалер ордена Красного Знамени.

## Биография
Родился в 1919 году под городом Хмельницкий. Принимал участие в Советско-финляндской войне матросом Балтийского флота. В начале Великой Отечественной войны участвовал в известном Таллиннском переходе Балтийского флота в Ленинград, в котором кораблям пришлось пробираться через сплошные минные поля, в силу чего происходили многочисленные подрывы и гибель судов.
В ночь с 12 на 13 июня 1944 года лейтенант Василий Волкотруб, командуя группой бронекатеров, в северной части Чудского озерав вступил в бой с превосходящими силами противника. В ходе сражения обеспечил победу и отступление противника, осуществив таран вражеского бронекатера.
В августе 1944 года, лейтенант Волкотруб вместе с экипажем своего БК № 322 принимал участие в Лане-Мехикоормской десантной операции по высадке советских войск на эстонский берег приведшей к освобождению города Тарту.
После войны Василий Волкотруб окончил факультет дизельных установок кораблестроительного института. Работал инженером в закрытом военном КБ, проектировавшем подводные лодки, и военпредом на Кировском заводе.
Сын Юрий (род. 1959) — художник-керамист, меценат, директор дома-музея Довлатова в Пушкиногорье.

## Таран на Чудском озере
Командир бронекатера № 322 лейтенанта Василий Волкотруб находился в дозоре в северной части Чудского озера в ночь с 12 на 13 июня 1944 года, где группа советских бронекатеров под командованием лейтенанта Василия Волкотруба и БК № 213 под командованием лейтенанта А. А. Смирнова встретилась с четырьмя катерами противника.
В ту ночь из базы немецкой флотилии в эстонском Кастре на реке Эмайыги вышли катера КМ-5 (головной), КМ-19, КМ-8 и КМ-29 на патрулирование в северо-восточной части Чудского озера. В это же время на озере осуществляла патрулирование одна из групп немецких морских артиллерийских лихтеров (MAL). Также вблизи должна была находиться вторая пара немецких лихтеров. В 23.30 немецкие катера произвели опознавание и разошлись с патрулирующими на озере MAL-14 и MAL-16. Через час в 00.33 катера КМ на севере на дистанции 4500 метров обнаружили два плавательных средства, которые первоначально приняли за вторую группу своих патрулирующих судов. Немецкие катера запросили светом опознавательные, и получили в ответ сигнал «WU», что означает: «Каким курсом мне следовать к ближайшему берегу?». Немцами повторно был дан запрос на опознавание. В ответ опять получили «WU». По сути, для наших катеров это был способ выиграть время. Василий Волкотруб после внезапной встречи с противником, несмотря на численное превосходство последнего, решил принять бой. Он открыл огонь по противнику, рассёк строй его кораблей, один из которых заходом с левого борта таранил. В итоге этого скоротечного боя немецкий катер КМ-19 имел попадание снаряда в правый борт выше ватерлинии, вследствие чего были повреждены минная шахта и первая топливная цистерна, а в команде появились раненые: один матрос был тяжело ранен и двое матросов получили лёгкие ранения. Катера КМ-5 и КМ-29 уменьшили ход и направились на юг, поврежденный КМ-19 был направлен в поселок Муствеэ. Катер КМ-8, который был протаранен, отстал и пропал из виду. С последнего катера нашим морякам удалось захватить пленных. Впоследствии, 20 июня 1944 года, катер КМ-8 был обнаружен немецкой авиацией у берега на мели, в районе д. Заполье и уничтожен.
За этот подвиг лейтенант Василий Волкотруб был награждён орденом Красного знамени.

## Награды
- Орден Красного Знамени (1945).